# Liemarvin Bonevacia
Liemarvin Bonevacia (Willemstad, Antilhas Neerlandesas, 5 de abril de 1989) é um desportista neerlandês que compete em atletismo , especialista nas corridas de velocidade.
Participou em três Jogos Olímpicos de Verão, entre os anos 2012 e 2020, obtendo uma medalha de prata em Tokio 2020, na prova de 4 × 400 m. Nos Jogos Europeus de 2023 conseguiu uma medalha de bronze na prova de 400 m
Nos Jogos Olímpicos de Verão de 2020, conquistou a medalha de prata na prova de revezamento 4x400 metros masculino com o tempo de 2:57.18 minutos, ao lado de Terrence Agard, Tony van Diepen, Ramsey Angela e Jochem Dobber. Anteriormente, na edição de 2012, competiu pelos Atletas Olímpicos Independentes.
Ganhou uma medalha de prata no Campeonato Mundial de Atletismo de 2022, uma medalha de bronze no Campeonato Europeu de Atletismo de 2016 e quatro medalhas no Campeonato Europeu de Atletismo em Pista Coberta entre os anos 2017 e 2023.

## Palmarés internacional
| Jogos Olímpicos                     | Jogos Olímpicos | Jogos Olímpicos   | Jogos Olímpicos |
| Ano                                 | Lugar           | Medalha           | Prova           |
| ----------------------------------- | --------------- | ----------------- | --------------- |
| 2020                                | Tóquio          | Medalha de prata  | 4 × 400 m       |
| Campeonato Mundial                  |                 |                   |                 |
| Ano                                 | Lugar           | Medalha           | Prova           |
| 2022                                | Eugene          | Medalha de prata  | 4 × 400 m misto |
| Jogos Europeus                      |                 |                   |                 |
| Ano                                 | Lugar           | Medalha           | Prova           |
| 2023                                | Chorzów         | Medalha de bronze | 400 m           |
| Campeonato Europeu                  |                 |                   |                 |
| Ano                                 | Lugar           | Medalha           | Prova           |
| 2016                                | Amesterdão      | Medalha de bronze | 400 m           |
| Campeonato Europeu em Pista Coberta |                 |                   |                 |
| Ano                                 | Lugar           | Medalha           | Prova           |
| 2017                                | Belgrado        | Medalha de bronze | 400 m           |
| 2021                                | Toruń           | Medalha de ouro   | 4 x400 m        |
| 2021                                | Toruń           | Medalha de bronze | 400 m           |
| 2023                                | Istambul        | Medalha de bronze | 4 ×400 m        |